# Ди Капуа, Эдуардо
Эдуа́рдо ди Ка́пуа (итал. Eduardo di Capua; 1865, Неаполь — 3 октября 1917, там же) — итальянский композитор.

## Биография
Эдуардо Ди Капуа родился в 1865 году в Неаполе. Вместе с поэтом Джованни Капурро ди Капуа написал песню «’O sole mio», которая впоследствии была переведена на множество языков, где стала известна под другими названиями.
Ему также принадлежит еще одна небезызвестная песня — «Maria Mari». Композитор скончался 3 октября 1917 года в Неаполе.